# Gregorio Juárez Sacasa
Gregorio Juárez Sacasa (* 9. Mai 1800 in León, Nicaragua; † 21. September 1879 ebenda) war Mitglied des Duumvirs, das vom 19. Oktober bis 15. November 1857 das Staatsoberhaupt von Nicaragua bildete.

## Leben
Gregorio Juárez Sacasa besuchte in León das Convento de San Francisco. Mit dem Dekret vom 7. September 1829 nahm die Regierung den religiösen Orden die juristische Person. Mit dem Dekret vom 8. Januar 1830 wurden in Artikel 1 die Klöster mit dem Namen Convento de San Francisco, La Merced und La Recolección in León abgeschafft. Er studierte Humanmedizin, Pharmazie, Mathematik. Er war Abgeordneter im Parlament für den Partido Democrático, zudem war er Diplomat und Bürgermeister von León.
1848 verhandelte Gregorio Juárez mit Felipe Francisco Molina y Bedoya über den Grenzverlauf zwischen Nicaragua und Costa Rica in Nicoya. Am 22. April 1850 wurde Gregorio Juárez Sacasa als Stellvertreter bei der Delegation Nicaraguas bei der Representación Centroamericana gewählt. 1870 war er Richter am obersten Revisionsgericht in Nicaragua.